# Alex Smithies
Alexander Smithies (Huddersfield, 5 marzo 1990) è un ex calciatore inglese, di ruolo portiere.

## Biografia
Il 22 gennaio 2024, dopo zero presenze in 2 anni al Leicester City, annuncia il suo ritiro a causa di un infortunio.

## Statistiche

### Presenze e reti nei club
Statistiche aggiornate al 21 aprile 2018.
| Stagione                 | Squadra                  | Campionato               | Campionato | Campionato | Coppe nazionali | Coppe nazionali | Coppe nazionali | Coppe continentali | Coppe continentali | Coppe continentali | Altre coppe | Altre coppe | Altre coppe | Totale | Totale |
| Stagione                 | Squadra                  | Comp                     | Pres       | Reti       | Comp            | Pres            | Reti            | Comp               | Pres               | Reti               | Comp        | Pres        | Reti        | Pres   | Reti   |
| ------------------------ | ------------------------ | ------------------------ | ---------- | ---------- | --------------- | --------------- | --------------- | ------------------ | ------------------ | ------------------ | ----------- | ----------- | ----------- | ------ | ------ |
| 2007-2008                | Huddersfield Town        | FL1                      | 2          | -6         | FACup+CdL       | 0               | 0               | -                  | -                  | -                  | FLT         | 0           | 0           | 2      | -6     |
| 2008-2009                | Huddersfield Town        | FL1                      | 27         | -34        | FACup+CdL       | 0               | 0               | -                  | -                  | -                  | FLT         | 1           | -1          | 28     | -35    |
| 2009-2010                | Huddersfield Town        | FL1                      | 46+2       | -56 + -2   | FACup+CdL       | 3+2             | -3 + -5         | -                  | -                  | -                  | FLT         | 2           | -4          | 55     | -70    |
| 2010-2011                | Huddersfield Town        | FL1                      | 22         | -29        | FACup+CdL       | 2+2             | 0 + -2          | -                  | -                  | -                  | FLT         | 1           | 0           | 27     | -31    |
| 2011-2012                | Huddersfield Town        | FL1                      | 13+2       | -16 + -2   | FACup+CdL       | 0               | 0               | -                  | -                  | -                  | FLT         | 0           | 0           | 15     | -18    |
| 2012-2013                | Huddersfield Town        | FLC                      | 46         | -70        | FACup+CdL       | 3+1             | -5 + -2         | -                  | -                  | -                  | -           | -           | -           | 50     | -77    |
| 2013-2014                | Huddersfield Town        | FLC                      | 46         | -65        | FACup+CdL       | 2+3             | -3 + -4         | -                  | -                  | -                  | -           | -           | -           | 51     | -72    |
| 2014-2015                | Huddersfield Town        | FLC                      | 44         | -73        | FACup+CdL       | 1+0             | -1              | -                  | -                  | -                  | -           | -           | -           | 45     | -74    |
| ago. 2015                | Huddersfield Town        | FLC                      | 1          | -2         | FACup+CdL       | 0               | 0               | -                  | -                  | -                  | -           | -           | -           | 1      | -2     |
| Totale Huddersfield Town | Totale Huddersfield Town | Totale Huddersfield Town | 247+4      | -351 + -4  |                 | 19              | -25             |                    | -                  | -                  |             | 4           | -5          | 274    | -385   |
| ago. 2015-2016           | QPR                      | FLC                      | 18         | -22        | FACup+CdL       | 0+1             | -2              | -                  | -                  | -                  | -           | -           | -           | 19     | -24    |
| 2016-2017                | QPR                      | FLC                      | 46         | -66        | FACup+CdL       | 0               | 0               | -                  | -                  | -                  | -           | -           | -           | 46     | -66    |
| 2017-2018                | QPR                      | FLC                      | 43         | -64        | FACup+CdL       | 1+0             | -1              | -                  | -                  | -                  | -           | -           | -           | 44     | -65    |
| Totale QPR               | Totale QPR               | Totale QPR               | 107        | -152       |                 | 2               | -3              |                    | -                  | -                  |             | -           | -           | 109    | -155   |
| Totale carriera          | Totale carriera          | Totale carriera          | 358        | -507       |                 | 21              | -28             |                    | -                  | -                  |             | 4           | -5          | 383    | -540   |